# Кириченко Петро Степанович
Петро́ Степа́нович Кириче́нко — майор Збройних сил України, учасник російсько-української війни, ТВО нач.штабу.

## Нагороди
За особисту мужність і героїзм, виявлені у захисті державного суверенітету та територіальної цілісності України, вірність військовій присязі під час російсько-української війни, відзначений — нагороджений
- 27 червня 2015 року — орденом «За мужність» III ступеня.